# Турмеро
Турмеро (на испански: Turmero) е град във Венецуела. Населението му е 330 201 жители (по данни от 2011 г.). Площта му е 1930 кв. км. Намира се на 900 м н.в. Кмет е Гевара. Основан е на 27 ноември 1620 г.